# Autorretrato (Artemisia Gentileschi)

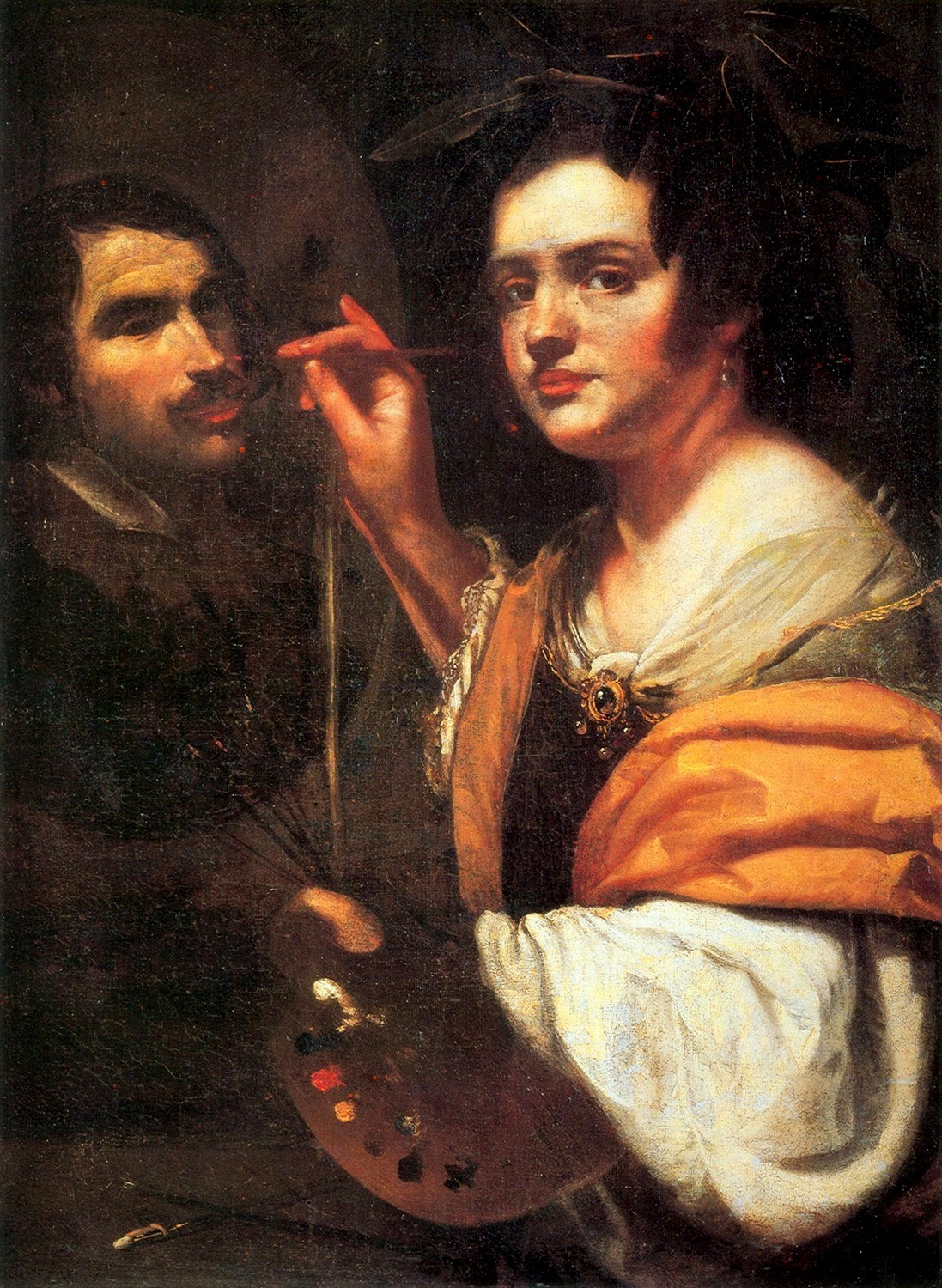
Autorretrato, Artemisia Gentileschi, década de 1630, Palacio Barberini, Roma

El autorretrato de la artista barroca italiana Artemisia Gentileschi fue pintado a principios de la década de 1630. Actualmente se encuentra expuesto en el Palacio Barberini, en Roma. Es una de las muchas pinturas en las que Gentileschi se representa a sí misma. Más allá de los autorretratos, sus pinturas alegóricas y religiosas a menudo la presentaban en diferentes formas.

## Atribución
Generalmente se acepta que la pintura es de Gentileschi, pero ha habido algunas dudas sobre la autoría. Fue incluido en el catalogue raisonné realizado por Raymond Ward Bissell, pero el catálogo de la exposición de 2001 sobre Artemisia y su padre Orazio considera que fue realizado por el taller de Simon Vouet. Investigaciones posteriores se han inclinado firmemente hacia el lado de que la pintura sea de Artemisia Gentileschi. En particular, Jesse M. Locker señala la vestimenta similar utilizada, así como el tratamiento del encaje, utilizado en otras pinturas de Artemisia para tomar esta decisión.

## Calidad
La pintura está en mal estado de conservación. Locker señala que "está mal conservado, dejando los tonos de la piel, especialmente en la cara, desgastados y muy deteriorados", a pesar de los esfuerzos de restauración en la década de 1950.

## Historia
Hay muy pocos detalles sobre la procedencia de la pintura. Lo más antiguo que se puede rastrear con certeza es en 1935, cuando la colección del Palazzo Barberini ingresó a la gubernamental Galleria Nazionale d'Arte Antica.

## Contenido
Se ha supuesto que el modelo del cuadro que pinta Gentileschi es el del mecenas que lo encargó, pero no hay pruebas que respalden una identificación clara. La pose de la artista ha llevado a los historiadores del arte a ver la pintura como un desafío directo al espectador. Mary Garrard, por su parte, ha interpretado esto en el contexto del género de Artemisia; es decir, un desafío a los artistas masculinos de la época. Esta afirmación se basa en la forma de la mano que pinta, ya que este gesto en el siglo XVII representaba un "desafío propuesto por aquellos que confiaban en la fuerza de sus habilidades". Locker continúa con la idea de la pintura como un desafío, sin embargo, la sitúa en el contexto de la cultura literaria y poética de la época, donde Gentileschi desafía a los poetas, "cuyas pinturas habladas... no pueden rivalizar con sus poemas pintados."